# Nati nel 1981/Luglio
| Questa pagina contiene informazioni ricavate automaticamente dalle voci biografiche con l'ausilio del template Bio e di un bot. L'aggiornamento è periodico e automatico e ricostruisce completamente la pagina. Se manca una persona in questa lista, sei pregato di non aggiungerla, ma accertati piuttosto che la sua voce biografica contenga il template Bio e che i dati anagrafici siano correttamente compilati. Se il template Bio manca, inseriscilo tu stesso o, in alternativa, metti l'avviso {{tmp\|Bio}} che ne segnala la mancanza. Se i dati riportati sono sbagliati, correggi direttamente la voce biografica; le modifiche saranno visibili in questa lista entro pochi giorni. Per chiarimenti vedi il progetto biografie. La lista contiene solo le 393 persone che sono citate nell'enciclopedia e per le quali è stato implementato correttamente il template Bio. Pagina aggiornata al 18 ago 2025. |

- 1º luglio - Claudio Albizuris, ex calciatore guatemalteco
- 1º luglio - B.J. Callaghan, allenatore di calcio statunitense
- 1º luglio - Cho Byung-kuk, ex calciatore sudcoreano
- 1º luglio - Orlando Cruz, pugile portoricano
- 1º luglio - Elamine Erbate, ex calciatore marocchino
- 1º luglio - Carlo Antonio del Fava, rugbista a 15 sudafricano
- 1º luglio - Silvia Fuselli, allenatrice di calcio e ex calciatrice italiana
- 1º luglio - Craig Krenzel, ex giocatore di football americano statunitense
- 1º luglio - Patrick Motsepe, ex calciatore botswano
- 1º luglio - Yoshimi Ozaki, maratoneta giapponese
- 1º luglio - Susanna Raule, scrittrice italiana
- 1º luglio - Flavia Rigamonti, ex nuotatrice svizzera
- 1º luglio - Fatih Sonkaya, ex calciatore turco
- 1º luglio - Hassan Turki, ex calciatore iracheno
- 1º luglio - Agron Xiarchos, ex cestista montenegrino
- 2 luglio - Giovanni Abate, ex calciatore italiano
- 2 luglio - Fabián Benítez, calciatore paraguaiano
- 2 luglio - Elisa Bonaldo, ex cestista italiana
- 2 luglio - Sébastien Delferière, arbitro di calcio belga
- 2 luglio - Vladimir Dišljenković, ex calciatore serbo
- 2 luglio - Tomass Dukurs, skeletonista lettone
- 2 luglio - Nathan Ellington, ex calciatore inglese
- 2 luglio - Marc-Antoine Fortuné, allenatore di calcio e ex calciatore francese
- 2 luglio - Wayne Hunter, ex giocatore di football americano statunitense
- 2 luglio - Stefan Kogler, ex sciatore alpino tedesco
- 2 luglio - Luiz Henrique, ex calciatore brasiliano
- 2 luglio - Anderson Ribeiro, ex calciatore brasiliano
- 2 luglio - Carlos Rogers, ex giocatore di football americano statunitense
- 2 luglio - Manuel Sevillano, allenatore di pallavolo e pallavolista spagnolo
- 2 luglio - Tobias Stieler, arbitro di calcio tedesco
- 2 luglio - Luis Villarroel, tuffatore venezuelano
- 2 luglio - Zurab Zviadauri, judoka georgiano
- 3 luglio - Inés Arrimadas, politica spagnola
- 3 luglio - Carmela Auriemma, politica italiana
- 3 luglio - D.J. Hackett, ex giocatore di football americano statunitense
- 3 luglio - Radivoje Lekić, ex calciatore danese
- 3 luglio - David Meul, ex calciatore belga
- 3 luglio - Oleksandra Nikolajenko, modella ucraina
- 3 luglio - Aoi Tada, cantante e doppiatrice giapponese
- 3 luglio - Sabine Thieltges, schermitrice tedesca
- 3 luglio - Justin Torkildsen, attore statunitense
- 4 luglio - Adérito Waldemar Alves de Carvalho, ex calciatore angolano
- 4 luglio - Gene Bates, dirigente sportivo e ex ciclista su strada australiano
- 4 luglio - Brock Berlin, ex giocatore di football americano statunitense
- 4 luglio - Vladimer Boisa, ex cestista georgiano
- 4 luglio - Olga Chatzīnikolaou, cestista greca
- 4 luglio - Romain Gavras, regista francese
- 4 luglio - John Kongos, tastierista e fisarmonicista sudafricano
- 4 luglio - Elsa Lila, cantante albanese
- 4 luglio - Mladen Majdak, pallavolista montenegrino
- 4 luglio - Björn Melin, ex hockeista su ghiaccio svedese
- 4 luglio - Christoph Preuß, ex calciatore tedesco
- 4 luglio - Tahar Rahim, attore francese
- 4 luglio - Safaree Samuels, rapper, cantautore e personaggio televisivo statunitense
- 5 luglio - Adam Chubb, ex cestista statunitense
- 5 luglio - Ryan Hansen, attore statunitense
- 5 luglio - Kelly Kline, ex attrice pornografica e regista statunitense
- 5 luglio - Daniela Merighetti, ex sciatrice alpina italiana
- 5 luglio - Kateryna Monzul', arbitro di calcio ucraina
- 5 luglio - Christopher Storer, sceneggiatore, produttore televisivo e regista statunitense
- 5 luglio - Linda Sundblad, cantante svedese
- 5 luglio - Ann Winsborn, cantante svedese
- 6 luglio - Nnamdi Asomugha, attore, produttore cinematografico e ex giocatore di football americano statunitense
- 6 luglio - John Cox, ex cestista venezuelano
- 6 luglio - Jelena Kostanić Tošić, ex tennista croata
- 6 luglio - Magda Mihalache, ex tennista romena
- 6 luglio - Anda Perianu, ex tennista rumena
- 6 luglio - Giorgio Piantella, astista italiano
- 6 luglio - Roman Širokov, dirigente sportivo e ex calciatore russo
- 6 luglio - Yannick Talabardon, ex ciclista su strada francese
- 6 luglio - LaToya Thomas, ex cestista statunitense
- 7 luglio - Rui Borges, allenatore di calcio e ex calciatore portoghese
- 7 luglio - Tasha Cobbs Leonard, cantautrice statunitense
- 7 luglio - Mahendra Singh Dhoni, crickettista indiano
- 7 luglio - Synyster Gates, chitarrista statunitense
- 7 luglio - Maks Levin, fotografo ucraino († 2022)
- 7 luglio - Iuliana Măceșeanu, schermitrice rumena
- 7 luglio - Omar Naber, cantante sloveno
- 7 luglio - Alphonse Welin Qorig, calciatore vanuatuano
- 7 luglio - Michael Silberbauer, allenatore di calcio e ex calciatore danese
- 7 luglio - Courtney Strait, ex sciatrice alpina statunitense
- 7 luglio - Jorge Vilda, allenatore di calcio spagnolo
- 8 luglio - Ashley Blue, ex attrice pornografica statunitense
- 8 luglio - Davy De Fauw, allenatore di calcio e ex calciatore belga
- 8 luglio - Shalane Flanagan, ex maratoneta e mezzofondista statunitense
- 8 luglio - Andy Gillet, modello e attore francese
- 8 luglio - Shane Jennings, rugbista a 15 irlandese
- 8 luglio - Jiří Král, pallavolista ceco
- 8 luglio - Kwak Tae-hwi, allenatore di calcio e ex calciatore sudcoreano
- 8 luglio - Jimmy Modeste, allenatore di calcio e ex calciatore francese
- 8 luglio - Anastasija Myskina, allenatrice di tennis e ex tennista russa
- 8 luglio - Leanne Ross, allenatrice di calcio e ex calciatrice scozzese
- 8 luglio - Vjačeslav Selin, schermidore russo
- 8 luglio - Keita Suzuki, ex calciatore giapponese
- 8 luglio - René Villalba, giocatore di calcio a 5 paraguaiano
- 9 luglio - Zar Amir Ebrahimi, attrice iraniana
- 9 luglio - Dado Cavalcanti, allenatore di calcio brasiliano
- 9 luglio - Cho Jae-jin, ex calciatore sudcoreano
- 9 luglio - Justyna Jeziorna, ex cestista polacca
- 9 luglio - Jamie Thomas King, attore britannico
- 9 luglio - Stian Kristoffersen, ex giocatore di calcio a 5 e calciatore norvegese
- 9 luglio - Abdelkader Laïfaoui, ex calciatore algerino
- 9 luglio - Lee Chun-soo, allenatore di calcio e ex calciatore sudcoreano
- 9 luglio - Željko Ljubenović, ex calciatore serbo
- 9 luglio - Maurizio Oioli, ex skeletonista italiano
- 9 luglio - Claudio Sebastianutti, ex pallanuotista italiano
- 9 luglio - Rutger Smith, ex discobolo, ex pesista e allenatore di atletica leggera olandese
- 9 luglio - Dylan Taylor, attore canadese
- 10 luglio - Bassem Balaa, ex cestista libanese
- 10 luglio - Yacine Bezzaz, ex calciatore algerino
- 10 luglio - Ciro Capuano, dirigente sportivo e ex calciatore italiano
- 10 luglio - Ramazan Döne, pallamanista turco
- 10 luglio - Róbert Jež, ex calciatore slovacco
- 10 luglio - Ghaleb Rida, ex cestista libanese
- 10 luglio - Munekazu Shikama, ex giocatore di football americano giapponese
- 10 luglio - Simone Stella, organista, clavicembalista e compositore italiano
- 10 luglio - Aleksandăr Tunčev, allenatore di calcio e ex calciatore bulgaro
- 10 luglio - Christine Wenzel, tiratrice a volo tedesca
- 11 luglio - Amarildo Belisha, ex calciatore albanese
- 11 luglio - Blaine Boyer, giocatore di baseball statunitense
- 11 luglio - Diana Chaves, attrice, conduttrice televisiva e modella portoghese
- 11 luglio - Lionel Cox, tiratore a segno belga
- 11 luglio - Dan Grech-Marguerat, produttore discografico britannico
- 11 luglio - Andre Johnson, ex giocatore di football americano statunitense
- 11 luglio - Yōko Maki, fumettista giapponese
- 11 luglio - Sandra Naujoks, giocatrice di poker tedesca
- 11 luglio - Masayuki Ochiai, ex calciatore giapponese
- 11 luglio - Martin Ďurica, ex calciatore slovacco
- 12 luglio - Juraj Ančic, allenatore di calcio e ex calciatore slovacco
- 12 luglio - Marco Di Bello, arbitro di calcio italiano
- 12 luglio - David Firisua, ex calciatore salomonese
- 12 luglio - Anna Levčenko, pallavolista russa
- 12 luglio - Chahnez M'barki, judoka tunisina
- 12 luglio - Senteni Masango, regina swazilandese († 2018)
- 12 luglio - Luke McCown, giocatore di football americano statunitense
- 12 luglio - Maya Sar, cantautrice bosniaca
- 12 luglio - Abigail Spears, ex tennista statunitense
- 13 luglio - Clé Bennett, attore canadese
- 13 luglio - Marius Bilașco, ex calciatore rumeno
- 13 luglio - Luciano Cillis, politico italiano
- 13 luglio - Barbara Clara, attrice e ex modella venezuelana
- 13 luglio - Stefano Dall'Acqua, ex calciatore italiano
- 13 luglio - Helgi Daníelsson, ex calciatore islandese
- 13 luglio - Dimitri De Fauw, ciclista su strada e pistard belga († 2009)
- 13 luglio - Ágnes Kovács, ex nuotatrice ungherese
- 13 luglio - Fran Kranz, attore, chitarrista e regista statunitense
- 13 luglio - Mirco Lorenzetto, dirigente sportivo e ex ciclista su strada italiano
- 13 luglio - Michael Mando, attore canadese
- 13 luglio - Nicolas Marazzi, ex calciatore svizzero
- 13 luglio - Josh Olson, ex hockeista su ghiaccio statunitense
- 13 luglio - Mika Pyörälä, hockeista su ghiaccio finlandese
- 13 luglio - Ineta Radēviča, lunghista e triplista lettone
- 13 luglio - Miroslav Raičević, ex cestista e allenatore di pallacanestro serbo
- 13 luglio - João Paulo de Oliveira, pilota automobilistico brasiliano
- 14 luglio - Khaled Aziz, ex calciatore saudita
- 14 luglio - Leandro Caruso, ex calciatore argentino
- 14 luglio - Trevor Fehrman, attore statunitense
- 14 luglio - Matti Hautamäki, ex saltatore con gli sci finlandese
- 14 luglio - Per Morten Kristiansen, calciatore norvegese
- 14 luglio - Jelena Lolović, ex sciatrice alpina serba
- 14 luglio - Lee Mead, attore e cantante inglese
- 14 luglio - Zach Moss, ex cestista statunitense
- 14 luglio - Lewis Neal, allenatore di calcio e ex calciatore inglese
- 14 luglio - Önder Turacı, ex calciatore belga
- 14 luglio - Marcello Pachner, giocatore di curling italiano
- 14 luglio - Riccardo Perego, ex cestista italiano
- 14 luglio - Erika Sainte, attrice e regista belga
- 14 luglio - Potito Starace, allenatore di tennis e ex tennista italiano
- 14 luglio - Milow, cantautore belga
- 14 luglio - Fabiola Yáñez, giornalista e attrice argentina
- 15 luglio - Lowell Bailey, ex biatleta statunitense
- 15 luglio - José María Calvo, ex calciatore argentino
- 15 luglio - Simone Cotani, ex cestista italiano
- 15 luglio - Alou Diarra, allenatore di calcio e ex calciatore francese
- 15 luglio - Annemiek de Haan, canottiera olandese
- 15 luglio - Monametsi Kelebale, ex calciatore botswano
- 15 luglio - Taylor Kinney, attore e modello statunitense
- 15 luglio - Davide Massa, arbitro di calcio italiano
- 15 luglio - Bree Mills, attrice pornografica statunitense
- 15 luglio - Kerry O'Flaherty, siepista irlandese
- 15 luglio - Peter Odemwingie, ex calciatore russo
- 15 luglio - Qu Bo, ex calciatore cinese
- 15 luglio - Sébastien Rosseler, ex ciclista su strada belga
- 15 luglio - Albert Sala, hockeista su prato spagnolo
- 15 luglio - Marius Stankevičius, allenatore di calcio e ex calciatore lituano
- 15 luglio - Oksana Zubkovs'ka, atleta paralimpica ucraina
- 15 luglio - Norhafiz Zamani Misbah, calciatore malese
- 16 luglio - Lucas Barrera Oro, rugbista a 15 argentino
- 16 luglio - Diego Barreto, dirigente sportivo e ex calciatore paraguaiano
- 16 luglio - Kaká, ex calciatore brasiliano
- 16 luglio - Lucie Hrstková, ex sciatrice alpina ceca
- 16 luglio - Jukka Koskinen, bassista finlandese
- 16 luglio - Robert Kranjec, ex saltatore con gli sci sloveno
- 16 luglio - Bruno Mascarenhas, ex canottiere portoghese
- 16 luglio - Ashley McElhiney, ex cestista, allenatrice di pallacanestro e dirigente sportiva statunitense
- 16 luglio - Desmond Penigar, ex cestista statunitense
- 16 luglio - Zach Randolph, ex cestista statunitense
- 16 luglio - Tani Stafsula, ex calciatore albanese
- 16 luglio - Vicente, ex calciatore spagnolo
- 16 luglio - Maher Zain, cantante e compositore svedese
- 16 luglio - Zong Lei, ex calciatore cinese
- 17 luglio - Noemi Cantele, ex ciclista su strada italiana
- 17 luglio - Veronica Giannone, politica italiana
- 17 luglio - Joel Jones, ex cestista portoricano
- 17 luglio - Jonas Källman, ex pallamanista e allenatore di pallamano svedese
- 17 luglio - Pamela Pezzutto, tennistavolista italiana
- 17 luglio - Mélanie Thierry, attrice e ex modella francese
- 17 luglio - Anthony West, pilota motociclistico australiano
- 18 luglio - Vanja Babić, ex taekwondoka serbo
- 18 luglio - Michiel Huisman, attore, cantante e musicista olandese
- 18 luglio - Davidson Morais, ex calciatore brasiliano
- 18 luglio - Dennis Seidenberg, hockeista su ghiaccio tedesco
- 18 luglio - Joel Spira, attore svedese
- 18 luglio - Robson Machado Toledo, calciatore brasiliano
- 18 luglio - Esther Vergeer, ex tennista olandese
- 18 luglio - Ricardo Vilana, ex calciatore brasiliano
- 19 luglio - Saido Indjai, ex calciatore guineense
- 19 luglio - Anderson Luiz de Carvalho, calciatore brasiliano
- 19 luglio - Scott Clements, giocatore di poker statunitense
- 19 luglio - Luigi Dordei, cestista italiano
- 19 luglio - Salim Ghazi Saeedi, chitarrista e compositore iraniano
- 19 luglio - Laurence Lazier, ex sciatrice alpina francese
- 19 luglio - Lee Won-hee, ex judoka sudcoreano
- 19 luglio - Grégory Vignal, ex calciatore francese
- 20 luglio - Chiara Brancati, pallanuotista italiana
- 20 luglio - Brian Carroll, ex calciatore statunitense
- 20 luglio - Albert Cole, ex calciatore sierraleonese
- 20 luglio - Damien Delaney, ex calciatore irlandese
- 20 luglio - Konstantin Duškevič, ex giocatore di calcio a 5 russo
- 20 luglio - Angelo Raso, ex calciatore italiano
- 20 luglio - Renato Sannio, sceneggiatore italiano
- 20 luglio - James Singleton, ex cestista e allenatore di pallacanestro statunitense
- 20 luglio - Johannes Stehle, ex sciatore alpino tedesco
- 20 luglio - Elisha Thomas, ex pallavolista statunitense
- 20 luglio - Zhang Shuai, ex calciatore cinese
- 20 luglio - Jailson Marcelino dos Santos, ex calciatore brasiliano
- 21 luglio - Daniele Battaglia, conduttore radiofonico, cantante e conduttore televisivo italiano
- 21 luglio - Francesca Bertuzzi, scrittrice italiana
- 21 luglio - David Bortolussi, rugbista a 15 italiano
- 21 luglio - Titus Bramble, allenatore di calcio e ex calciatore inglese
- 21 luglio - Paulo Sérgio Ferreira Gomes, ex calciatore brasiliano
- 21 luglio - Daniel Ferreira, scrittore colombiano
- 21 luglio - Alexis González, pallavolista argentino
- 21 luglio - Victor Hănescu, ex tennista romeno
- 21 luglio - Timo Helbling, ex hockeista su ghiaccio svizzero
- 21 luglio - John Howard, ex velocista micronesiano
- 21 luglio - Joaquín, ex calciatore spagnolo
- 21 luglio - Yuichi Nemoto, ex calciatore giapponese
- 21 luglio - Yūshin Okami, artista marziale misto giapponese
- 21 luglio - Paloma Faith, cantante e attrice britannica
- 21 luglio - Davide Perino, doppiatore italiano
- 21 luglio - Romeo Santos, cantautore e produttore discografico statunitense
- 21 luglio - Stefan Schumacher, ex ciclista su strada tedesco
- 21 luglio - Sidny Feitosa dos Santos, ex calciatore brasiliano
- 21 luglio - Andreas Siljeström, ex tennista svedese
- 21 luglio - Fabian Stephan, ex hockeista su ghiaccio svizzero
- 21 luglio - Rasheim Wright, ex cestista statunitense
- 22 luglio - Rans Brempong, ex cestista canadese
- 22 luglio - Mantas Česnauskis, allenatore di pallacanestro e ex cestista lituano
- 22 luglio - Steffen Gebhardt, pentatleta tedesco
- 22 luglio - Kenny King, wrestler statunitense
- 22 luglio - Josh Lawson, attore australiano
- 22 luglio - Rogier Molhoek, allenatore di calcio e ex calciatore olandese
- 22 luglio - Alessandro Pellicori, allenatore di calcio e ex calciatore italiano
- 22 luglio - Clive Standen, attore britannico
- 22 luglio - Gökçek Vederson, ex calciatore brasiliano
- 23 luglio - Martín Arzuaga, ex calciatore colombiano
- 23 luglio - Andrija Crnogorac, ex cestista serbo
- 23 luglio - Dario Damjanović, allenatore di calcio e ex calciatore bosniaco
- 23 luglio - Irene Franchini, arciera italiana
- 23 luglio - Susan Hoecke, attrice e modella tedesca
- 23 luglio - Andreas Holmqvist, ex hockeista su ghiaccio svedese
- 23 luglio - Jakub Hrůša, direttore d'orchestra ceco
- 23 luglio - Ismael Íñiguez, ex calciatore messicano
- 23 luglio - Steve Jocz, batterista e cantante canadese
- 23 luglio - Dmitrij Karpov, ex multiplista kazako
- 23 luglio - Jacob Frey, politico e avvocato statunitense
- 23 luglio - Valeria Montella, ex cestista italiana
- 23 luglio - Jarkko Nieminen, allenatore di tennis e ex tennista finlandese
- 23 luglio - Sabrina Palie, ex cestista francese
- 23 luglio - Raphaël Personnaz, attore francese
- 23 luglio - Lyndsey Rodrigues, conduttrice televisiva australiana
- 23 luglio - Mathieu Scarpelli, ex calciatore francese
- 23 luglio - Yoshiaki Sukeno, fumettista giapponese
- 24 luglio - Ali Ahn, attrice statunitense
- 24 luglio - Jenny Barazza, ex pallavolista italiana
- 24 luglio - Edgar Bertoni, giocatore di calcio a 5 brasiliano
- 24 luglio - Ian Brown, ex calciatore britannico
- 24 luglio - Nayib Bukele, politico salvadoregno
- 24 luglio - Osório Carvalho, ex calciatore portoghese
- 24 luglio - Elisa Cusma, ex mezzofondista italiana
- 24 luglio - Summer Glau, attrice statunitense
- 24 luglio - Michael Jacobsen, ex hockeista su ghiaccio canadese
- 24 luglio - Bernard King, ex cestista statunitense
- 24 luglio - Samuele Riva, modello italiano
- 24 luglio - Kristen Veal, allenatrice di pallacanestro e ex cestista australiana
- 25 luglio - Finn Bálor, wrestler irlandese
- 25 luglio - Noel Baxter, allenatore di sci alpino e ex sciatore alpino britannico
- 25 luglio - Conor Casey, allenatore di calcio e ex calciatore statunitense
- 25 luglio - Kōnstantinos Charalampidīs, ex calciatore cipriota
- 25 luglio - Sara Goffi, nuotatrice italiana
- 25 luglio - Peter Hricko, calciatore slovacco
- 25 luglio - Juho Hänninen, pilota di rally finlandese
- 25 luglio - Henry Joost, regista e produttore cinematografico statunitense
- 25 luglio - Takashi Katada, karateka giapponese
- 25 luglio - Roberto Kettlun, calciatore cileno
- 25 luglio - Yūichi Komano, ex calciatore giapponese
- 25 luglio - Glauk Konjufca, politico e attivista kosovaro
- 25 luglio - Kaira Gong, cantante singaporiana
- 25 luglio - Vanessa Mendoza, modella e politica colombiana
- 25 luglio - Kizito Mihigo, cantante, organista e compositore ruandese († 2020)
- 25 luglio - Ahmed Abou Moslem, calciatore egiziano
- 25 luglio - Denis Nesci, politico italiano
- 25 luglio - Cédric Paty, allenatore di pallamano e ex pallamanista francese
- 25 luglio - Jani Rita, ex hockeista su ghiaccio finlandese
- 25 luglio - Kenny Vadas, attore canadese
- 26 luglio - Luca Barbeno, arbitro di calcio italiano
- 26 luglio - Sarah Burns, attrice statunitense
- 26 luglio - Ivan Degasperi, ciclista su strada e mountain biker italiano
- 26 luglio - Guido Di Deo, allenatore di calcio e ex calciatore italiano
- 26 luglio - Maicon Douglas Sisenando, ex calciatore brasiliano
- 26 luglio - Maika Molesi, calciatore samoano americano
- 26 luglio - Anna Bell Peaks, attrice pornografica statunitense
- 27 luglio - Dejan Damjanović, ex calciatore montenegrino
- 27 luglio - Nuria de la Fuente, modella e attrice spagnola
- 27 luglio - Denis Ivanov, militare russo († 2023)
- 27 luglio - Theo Janssen, dirigente sportivo, allenatore di calcio e ex calciatore olandese
- 27 luglio - Krys Kolanos, hockeista su ghiaccio canadese
- 27 luglio - Laura La Piana, nuotatrice italiana
- 27 luglio - Natalia Lesz, cantante polacca
- 27 luglio - Li Xiaopeng, ginnasta cinese
- 27 luglio - Marcus McElhenney, canottiere statunitense
- 27 luglio - !PAUS3, musicista ucraino
- 27 luglio - Peter Reed, canottiere britannico
- 27 luglio - Jordan Todorov, calciatore bulgaro
- 27 luglio - Rafael Verga, modello brasiliano
- 27 luglio - Paul Williams, ex pugile statunitense
- 27 luglio - Robert Witka, ex cestista e allenatore di pallacanestro polacco
- 27 luglio - Caroline Gattaz, pallavolista brasiliana
- 28 luglio - Bi Wenjing, ex ginnasta cinese
- 28 luglio - Aleksandar Bojić, ex cestista serbo
- 28 luglio - Billy Aaron Brown, attore statunitense
- 28 luglio - Mathieu Béda, ex calciatore francese
- 28 luglio - Michael Carrick, allenatore di calcio e ex calciatore inglese
- 28 luglio - Neil Casey, attore, scrittore e comico statunitense
- 28 luglio - Mamédy Doucara, ex taekwondoka francese
- 28 luglio - Willie Green, ex cestista e allenatore di pallacanestro statunitense
- 28 luglio - Jo In-sung, attore sudcoreano
- 28 luglio - Dmitrij Komornikov, nuotatore russo
- 28 luglio - Salesh Kumar, ex calciatore figiano
- 28 luglio - Mário Sérgio Leal Nogueira, ex calciatore portoghese
- 28 luglio - Cole Williams, attore statunitense
- 29 luglio - Simidele Adeagbo, skeletonista, bobbista e ex lunghista nigeriana
- 29 luglio - Fernando Alonso, pilota automobilistico spagnolo
- 29 luglio - Devis Boschiero, pugile italiano
- 29 luglio - Kimberly Brooks, doppiatrice statunitense
- 29 luglio - Adam Byrnes, ex rugbista a 15 australiano
- 29 luglio - Anna Glazkova, ex ginnasta bielorussa
- 29 luglio - Aleš Kranjc, hockeista su ghiaccio sloveno
- 29 luglio - Michal Křemen, ex cestista ceco
- 29 luglio - Andrés Madrid, allenatore di calcio e ex calciatore argentino
- 29 luglio - Troy Perkins, ex calciatore statunitense
- 29 luglio - Armando Reyes, ex calciatore nicaraguense
- 29 luglio - Davide Sinigaglia, calciatore italiano
- 30 luglio - Kieran Ault-Connell, atleta paralimpico australiano
- 30 luglio - Damir Chamadiev, allenatore di calcio a 5 e ex giocatore di calcio a 5 russo
- 30 luglio - Lisa Goldstein, attrice statunitense
- 30 luglio - Nicky Hayden, pilota motociclistico statunitense († 2017)
- 30 luglio - Róbert Hupka, pallavolista slovacco
- 30 luglio - Daria Korczyńska, ex velocista polacca
- 30 luglio - Eduardo Lobos, allenatore di calcio e ex calciatore cileno
- 30 luglio - Maureen Nisima, ex schermitrice francese
- 30 luglio - Vicente Reynés, ex ciclista su strada spagnolo
- 30 luglio - Austen Rowland, ex cestista e allenatore di pallacanestro statunitense
- 30 luglio - Mari Saarinen, hockeista su ghiaccio finlandese
- 30 luglio - Juan Smith, rugbista a 15 sudafricano
- 30 luglio - Hope Solo, ex calciatrice statunitense
- 31 luglio - Eric Lively, attore statunitense
- 31 luglio - Diego Caccia, ex ciclista su strada italiano
- 31 luglio - Vernon Carey, ex giocatore di football americano statunitense
- 31 luglio - Du Feng, ex cestista e allenatore di pallacanestro cinese
- 31 luglio - John Edwards, cestista statunitense
- 31 luglio - Gianluca Fais, fantino italiano
- 31 luglio - Karen Hassan, attrice britannica
- 31 luglio - Mesut Kurtis, cantante macedone
- 31 luglio - Ira Losco, cantante maltese
- 31 luglio - Ana Cláudia Michels, modella brasiliana
- 31 luglio - Warner Nickerson, ex sciatore alpino e sciatore freestyle statunitense
- 31 luglio - Valentina Paris, politica italiana
- 31 luglio - Julien Pierre, ex rugbista a 15 francese
- 31 luglio - Clemente Rodríguez, ex calciatore argentino
- 31 luglio - M. Shadows, cantante statunitense
- 31 luglio - Carrie Watson, ex cestista canadese